# 裸掌盾牌蟹
裸掌盾牌蟹（学名：Percnon planissimum）为方蟹科盾牌蟹属的动物。分布于夏威夷群岛、可可群岛、印度、毛里求斯、阿米兰特岛及非洲东岸以及中国大陆的西沙群岛、海南岛等地，生活环境为海水，多栖息于潮间带岩石滩石下以及或珊瑚礁间的缝隙中。